# 大葉廖馬河
大葉廖馬河是俄羅斯的河流，屬於下通古斯河的左支流，位於伊爾庫茨克州和克拉斯諾亞爾斯克邊疆區，河道全長411公里，流域面積約13,500平方公里，河水主要來自融雪和雨水，流經中西伯利亞高原。